# Всемирный торговый центр (Рига)
Всемирный торговый центр «Рига» — офисное здание в центре Риги (Латвия), построенное в 1974 году как здание ЦК Коммунистической партии Латвии.
Архитекторы здания — Я. Н. Вилциньш, А. О. Удрис, А. Я. Станиславскис, соавтор Г. К. Асарис. Акустическое решение разработано А. Вецсилисом. Здание состоит из трёх симметричных корпусов, расположенных в виде трёхлучевой звезды. В наружной отделке светлый доломит контрастирует с листами тёмной меди. В отделке интерьера использованы натуральное дерево, металлическая ковка, светлый мрамор. Здание расположено в парке Кронвалда и входит в систему ансамблей общественных зданий, с 19 века располагавшихся вдоль Рижского канала.
Собственником здания является ГАО «Государственное недвижимое имущество».
В 2020 году было принято решение о сносе здания для постройки на его месте акустического концертного зала, приведшее к общественной дискуссии о присвоении зданию статуса памятника архитектуры.